# Colin Charvis

a Compétitions nationales et continentales officielles uniquement.

b Matchs officiels uniquement.
Dernière mise à jour le 11 novembre 2021.
Colin Lloyd Charvis, né le 27 décembre 1972 à Sutton Coldfield (Angleterre), est un joueur international gallois de rugby à XV, jouant aux postes de troisième ligne aile et troisième ligne centre. 
Il a joué avec l'équipe du pays de Galles de 1996 à 2007 et les Lions britanniques et irlandais en 2001.

## Carrière

### En équipe nationale
Il a eu sa première cape internationale le 1er décembre 1996, à l’occasion d’un match contre l'équipe d'Australie.

## Palmarès
- 94 sélections avec le pays de Galles
- 2 sélections avec les lions britanniques
- 22 fois capitaine
- 110 points
- 22 essais (record pour un avant !)
- Sélections par année : 2 en 1996, 4 en 1997, 9 en 1998, 10 en 1999, 8 en 2000, 9 en 2001, 8 en 2002, 14 en 2003, 11 en 2004, 5 en 2005, 4 en 2006, 8 en 2007
- Tournois des Cinq Nations disputés : 1997, 1998, 1999
- Tournois des Six Nations disputés : 2000, 2001, 2002, 2003, 2004, 2006.
- Coupes du monde disputées : 1999, 2003, 2007.